# 小行星3878
小行星3878（英語：3878 Jyoumon）是一颗围绕太阳公转的小行星。1982年11月14日，香西洋树、古川麒一郎在木曾町发现了此天体。
这颗小行星的绝对星等为196.5880006973018等。